# Robert van der Kroft
Robert Theodoor van der Kroft (Haarlem, 11 april 1952) is een Nederlands striptekenaar. Sinds 1975 tekent hij de strip Sjors en Sjimmie. Vanaf 1988 volgde ook Claire, een stripverhaal in het weekblad Flair. Een deel van zijn werk verschijnt onder de naam Wiroja, een acroniem dat verwijst naar het samenwerkingsverband tussen Jan van Die, Wilbert Plijnaar en Robert van der Kroft.

## Geschiedenis

### Opleiding
Na de middelbare school (HBS-B), één jaar Cultureel Studiecentrum (Cultureel oriënteringsjaar), ongeveer zeven weken kunstacademie Rotterdam (drie weken eerste jaar en vier weken tweede jaar) en na het tekenen van strips in de schoolkrant en Aloha, begon Van der Kroft vanaf 1973 professioneel als striptekenaar bij het weekblad Donald Duck, en een half jaar later bij weekblad Pep. In 1975 is hij medeoprichter van De Vrije Balloen

### Sjors & Sjimmie

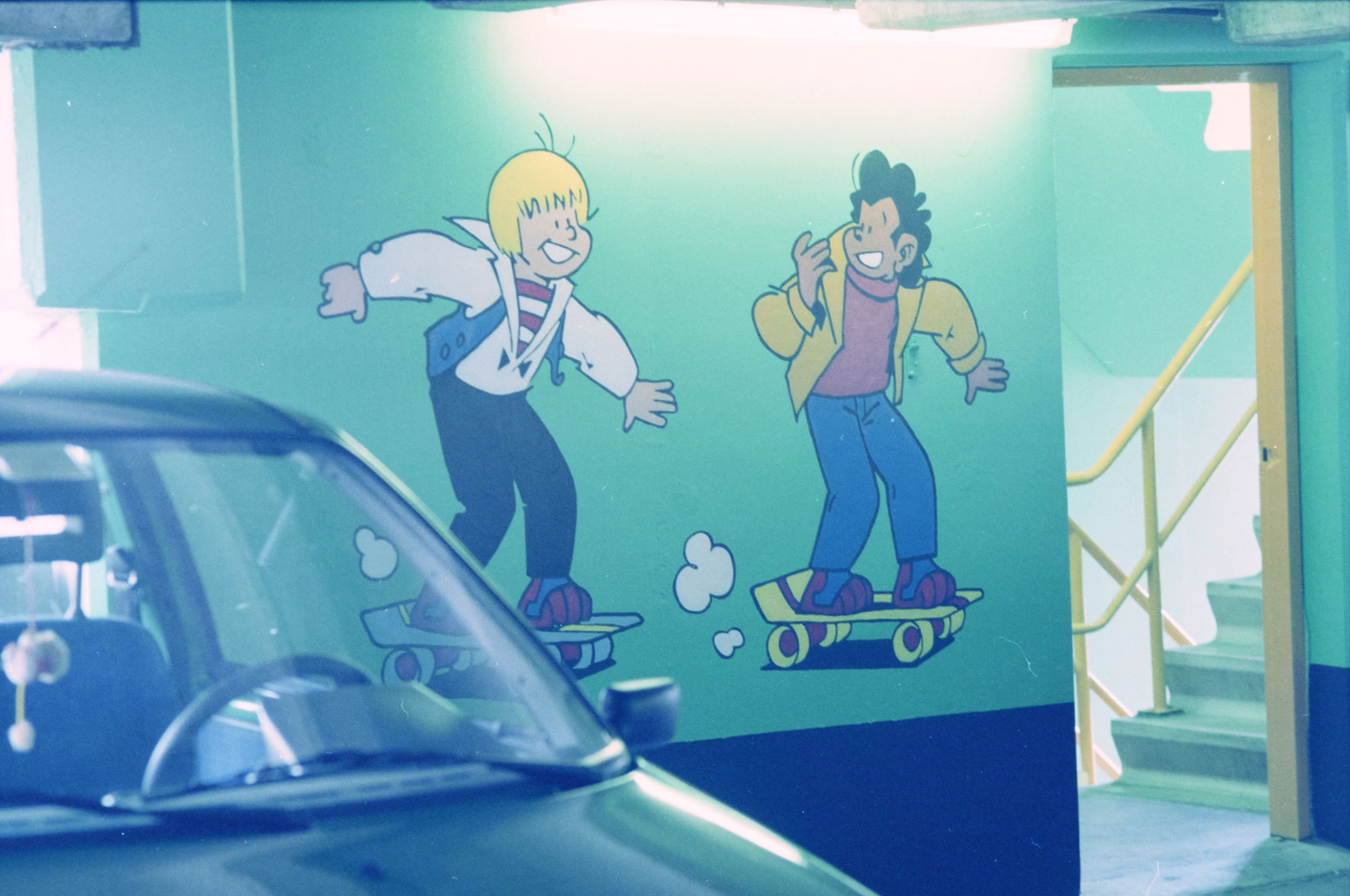
Tekening stripfiguren Sjors en Sjimmie in parkeergarage in Haarlem, 1996

In 1975 begint hij met het tekenen van Sjors en Sjimmie, een strip die hij overneemt van Jan Steeman, die het op zijn beurt weer overgenomen heeft van Jan Kruis die het in 1970 weer van Frans Piët overnam. Ongeveer in 1988 begint het stripwerk de Wiroja's (het samenwerkingsverband tussen Jan van Die, Wilbert Plijnaar en Robert van der Kroft) te zwaar te worden, want zij moeten voor Sjors en Sjimmie Stripblad lange verhalen gaan maken van vier à vijf pagina's. Om deze situatie op te lossen worden externe scenaristen en tekenaars gezocht, die de productie uiteindelijk overnemen. De Wiroja's blijven in deze situatie een controlerende taak houden wat de tekeningen en de scenario's betreft.
Sinds 2019 maken de Wiroja's de strip opnieuw, nu voor het blad StripGlossy.

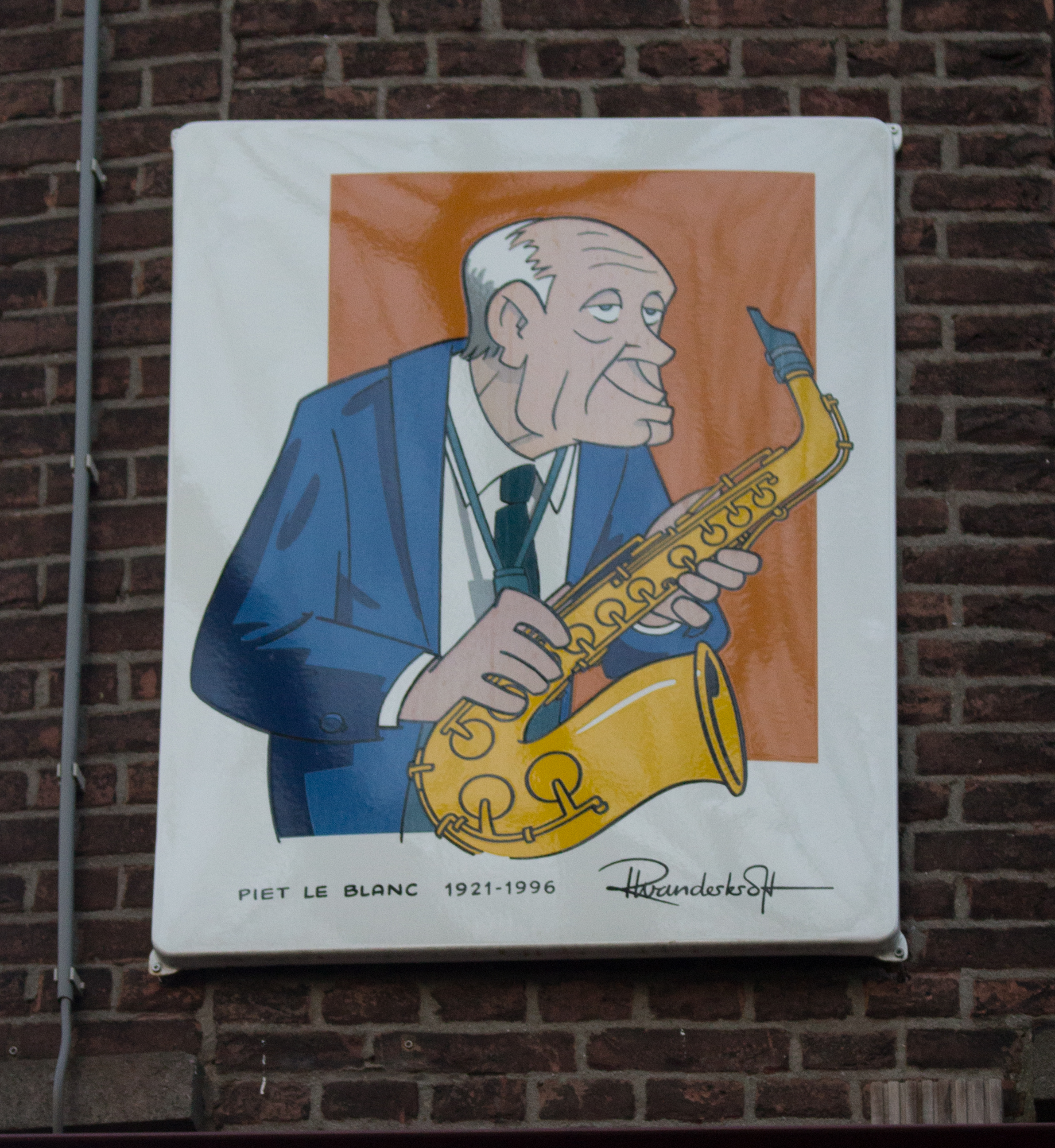
Tekening door Robert van der Kroft van Piet le Blanc in de Jazzroute Rotterdam

### Claire
In 1988 begint dan voor de Wiroja's een nieuw hoofdstuk: hun strip Claire begint in de Nederlandse en Franse versies van het blad Flair. Deze strip maken zij onafhankelijk van externe tekenaars en scenaristen en zijn er vanaf 1988 30 delen van uitgegeven.

### Stripschapprijs
In 1995 krijgen de Wiroja's de Stripschapprijs.
Vanaf 1994 houdt Van der Kroft, samen met Tonio van Vugt, zich bezig met 'zijn' tijdschrift Zone 5300, een stripblad voor de Nederlandse alternatieve scene. Daarvoor ontvangen ze een Stripschappenning, ook in 1995.

## Enkele wapenfeiten
- 1973-1977   Donald Duck, Grote Boze Wolf, Knabbel & Babbel, voor Donald Duck.
- 1973-1975   Pepijn, losse korte strips voor 'Pep' en 'Sjors'
- 1975-1977   korte strips voor 'Vrije Balloen'
- 1975 - nu -   Sjors & Sjimmie (voor 'Eppo'/'Eppo Wordt Vervolgd'/'Sjors en Sjimmie Stripblad'/'SjoSji' (vanaf 1988 met medewerkers))
- 1976-1977   Jopper en Bars voor KRO-gids 'Studio'
- 1981 - nu -   Droppie Water voor de Unie van Waterschappen
- 1988 - nu -   Claire voor 'Flair' (Nederlands + Frans)

## Bibliografie

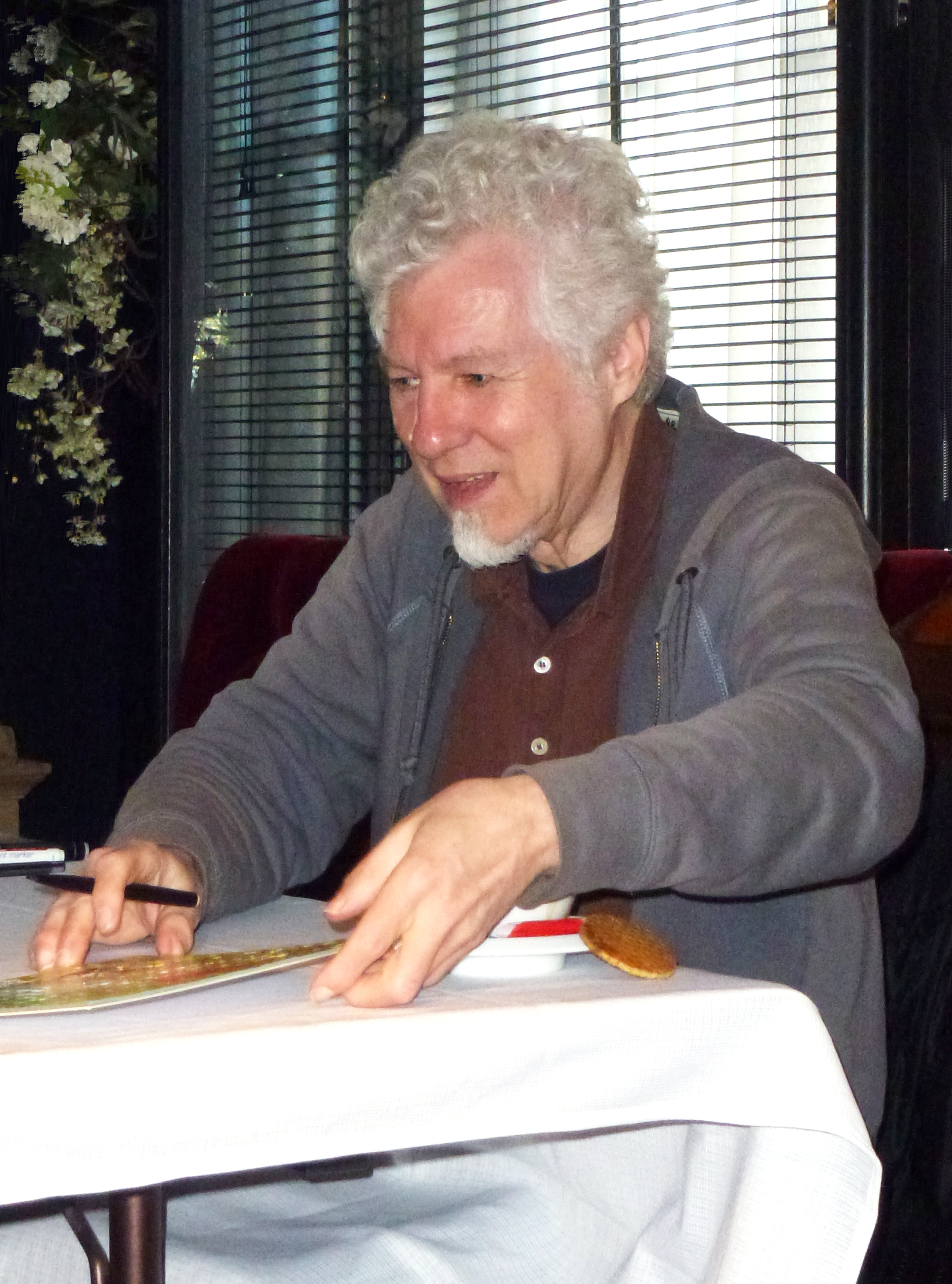
Van der Kroft tijdens Strips op de Markt in Gouda. mei 2016

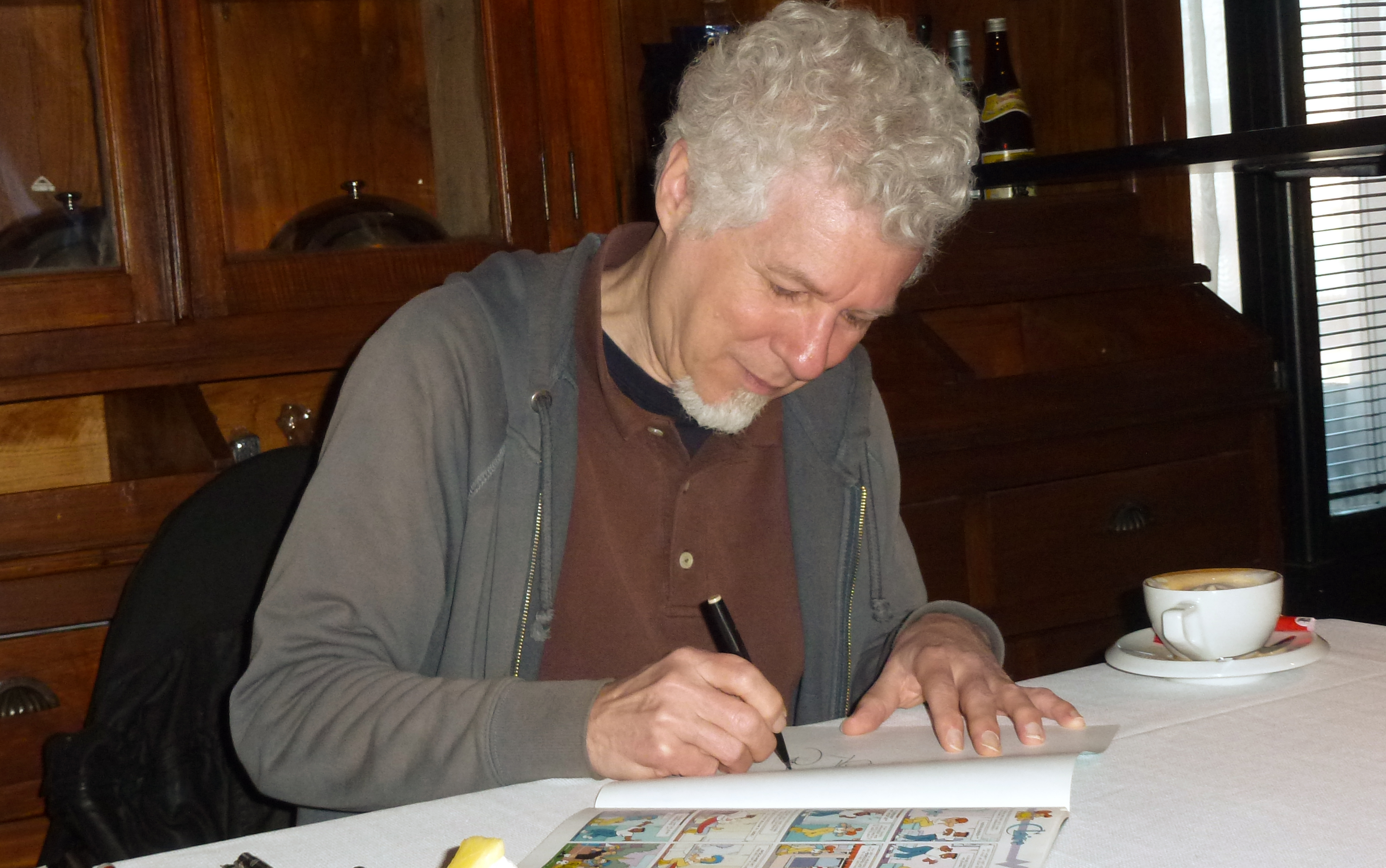
Van der Kroft, mei 2016

### Sjors & Sjimmie
1. Nieuwe avonturen
2. De brokkenmakers
3. De plaaggeesten
4. De belhamels
5. De doerakken
6. De donderstenen
7. De rausdouwers
8. De flierefluiters
9. De rampestampers
10. De lefgozers
11. 44 Smash hits
12. Bad boys
13. Kassa!
14. Adios!
15. Amigos
16. In love
17. Snapshots
18. Retour afzender
19. Proefwerk
20. Hot dogs
21. Gevaarlijk spel
22. Voltreffers
23. Records
24. Superkolonel
25. Feest!
26. Bloedbroeders
27. Prins Sjors
28. Paintball
29. Nieuws!
30. Raar maar haar
31. Dikke pret
32. Soap
33. Tattoo
34. Censuur
35. Dream-team
36. Alarm!
37. Speed!
38. Indoorsurfen
39. Bestseller
40. Skate-gevaar
41. Robot wars
42. Blootbrillen
43. Volle bak
44. Onder invloed
45. Call girl

### Claire
1. Op eigen benen
2. Ricky
3. Licht & luchtig
4. Relatie inflatie
5. Bekend van TV
6. Bakken in de zon
7. Puur natuur
8. Altijd prijs
9. In extase
10. Proost!
11. Netwerken
12. Fast food
13. In vuur en vlam
14. De volgende ronde
15. Sirene
16. In vorm
17. Sunny
18. Mannen zat!
19. Met slagroom
20. Strikverhalen
21. Lachtherapie
22. Meiden met ballen
23. Wilde nachten
24. Hartsgeheimen
25. Cocktail
26. Klonen zijn bedrog
27. Functioneel bloot
28. Boeiende experimenten
29. Maak plaats
30. Ja, ik wil!

### Droppie Water
1. De reis van het afvalwater  (in 2021 hertekend, nieuwe titel: De reis van het rioolwater)
2. De reis van het regenwater (in 2006 hertekend)
3. Op de dijk
4. Op reis in de natuur
5. En het klimaat

### Diversen
- Ratjetoe (verzameld werk)
- Sally's Schoonheidssalon
- Annie, het verhaal van de musical
- Dr Dolittle, het verhaal van de musical